# Harriet Nordin
Harriet Maria Nordin (ursprungligen Dunderberg, senare Dabreus), född 8 november 1945 i Vasa, död senast 16 juni 1992 i Stockholm, var en sverigefinlandssvensk författare.

## Biografi
Harriet Nordin flyttade som tonåring från Vasa till Stockholm. Hon arbetade inom sjuk‐ och mentalvård, och studerade senare litteraturvetenskap. I sitt författarskap behandlade hon svåra barndomsupplevelser, våld mot barn och kvinnor, ensamhet och depression. Hennes författarskap byggde till stor del på egna erfarenheter. Hon dog ”av ensamhet” enligt minnestecknaren Jan Nyström, och låg död en månad i sin lägenhet.
Harriet Nordin mottog 1982 ett stipendium på 8 000 kronor från Albert Bonniers stipendiefond för yngre och nyare författare.

## Böcker
Titeln på debutboken Sparsam mimik syftar på ett symptom på depression. Boken behandlar ensamhet och utanförskap, som har sin grund i svåra barndomsupplevelser. Sparsam mimik fick en balanserad recension i Dagens Nyheter av Erik Beckman, som framhöll bokens lätt cyniska humor. Boken hyllades i en recension av Theodor Kallifatides i Svenska Dagbladet för att den behandlade det ångestfyllda stoffet med konstnärlig medvetenhet och stilistisk konsekvens.
Mats Gellerfelt fällde ett mer reserverat omdöme om hennes andra roman, Mors, som handlar om en kvinna som bearbetar sorgen efter en närstående, och har övernaturliga inslag. Titeln Mors är en ordlek på hälsningsordet ”mors” och det latinska ordet för ”död”. Ett tredje bokmanuskript skickades in till hennes förlag Bonniers strax före hennes död, men har inte utgivits postumt.
Harriet Nordins stil var, trots hennes ämnesval, underhållande, och präglades av ett ”melankoliskt skämtlynne” som anknyter till en finländsk berättartradition.